# Dija
Dija (privremene oznake S/2000 J 11) je prirodni satelit planeta Jupiter iz grupe Himalia, otkriven 2000. godine. Progradni nepravilni satelit s oko 4 kilometra u promjeru i orbitalnim periodom od 287.931 dana.
Dobila je ime Dija (Dia) 7. ožujka 2015. godine.